# Sorboir
Le titre de jaopha, saopha, sorboir ou chaofa (thaï : เจ้าฟ้า, birman : Sawbwa, shan: ၸဝ်ႈၾႃႉ ) est le titre porté par les souverains d'une vingtaine d'États shan, dans le Nord-Est de la Birmanie. Le terme signifie littéralement « prince céleste » et se traduit généralement par « roi ». Il est translittéré en français sous la forme sorboir qui dérive de la prononciation birmane du mot.
Selon des chroniques locales, certaines dynasties de saopha remonteraient au IIe siècle ; les sections les plus anciennes de ces chroniques sont cependant généralement considérées comme légendaires. Quelques états étaient gouvernés par un myosa (« prince subalterne »).
Au moment de l'indépendance (4 janvier 1948), les saophas ont été associés à la nouvelle Union birmane (celle de Nyaung Shwe : Sao Shwe Thaik, est devenu le premier président du pays). Certains se sont engagés dans la lutte armée, d'autres ont été tués. Leurs titres ont été officiellement abolis en 1959.

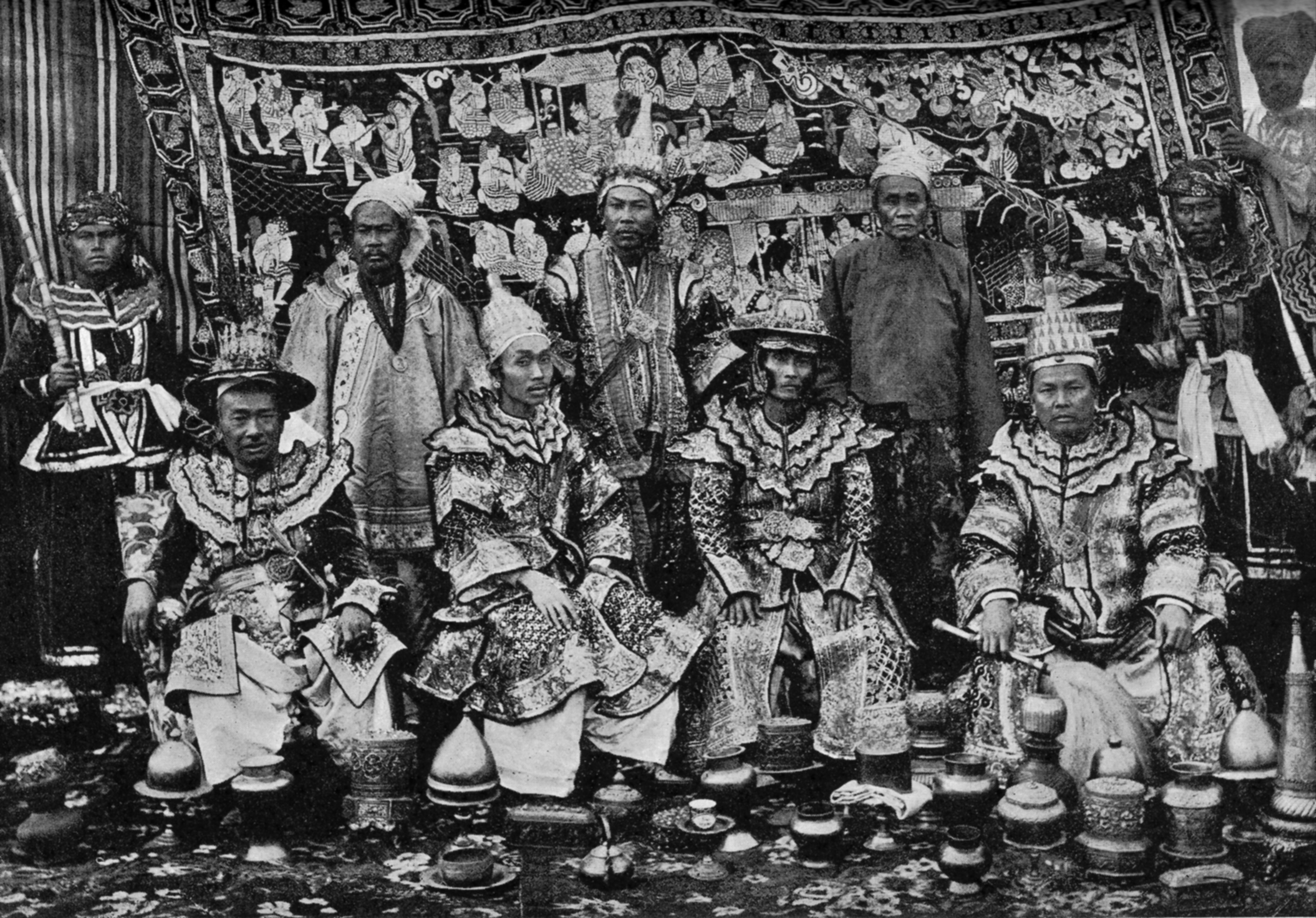
Princes shans et karens au Darbâr de Delhi en 1903. À l'arrière-plan : princes karens de Bawlakè, Gantarawadi et Kyebogyi. Au premier-plan : saophas de Mongpawn, Kengtung (Sao Kawng Kiao Intaleng), Mongnai et Nyaung Shwe. Photo de James George Scott, reproduite dans : G. E. Mitton, Scott of the Shan Hills, 1936.

## États gouvernés par unsaopha
- Hsawnghsup
- Hsenwi
- Hsenwi du nord
- Hsenwi du sud
- Thibaw
- Kengtung
- Laikha (jusqu'en 1813, gouverné par un myosa)
- Lawksawk
- Manglun
- Mawkmai
- Mogaung
- Momeik
- Mongnai
- Mongpai
- Mongpan (jusqu'en 1880, gouverné par un myosa)
- Mongpawn (jusqu'en 1880, gouverné par un myosa)
- Nyaung Shwe
- Taupeng
- Wuntho